# Itame tripartita
Itame tripartita är en fjärilsart som beskrevs av Louis Beethoven Prout 1910. Itame tripartita ingår i släktet Itame och familjen mätare. Inga underarter finns listade i Catalogue of Life.